# Rallye Monte-Carlo 2012

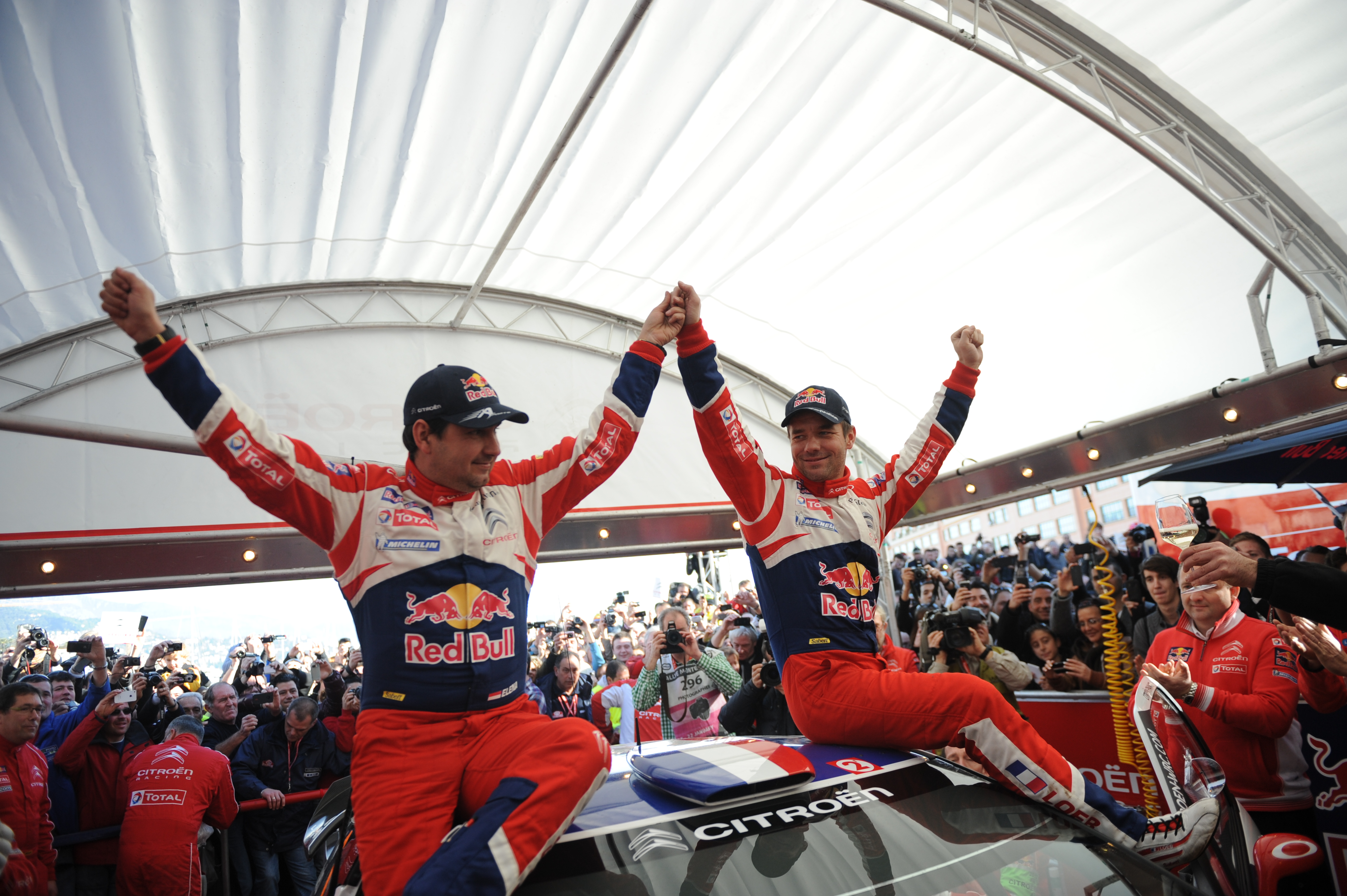
Sébatien Loeb et son copilote, Daniel Elena, célèbrent leur victoire au Rallye Monte-Carlo le 22 janvier 2012 lors de leur retour au stand après la dernière spéciale.

Le Rallye Monte-Carlo 2012 est le 1er rallye du Championnat du monde des rallyes 2012. Il n'était plus au calendrier du Championnat du monde depuis 2008.

## Résultats

### Classement final
| Rang              | Pilote            | Copilote             | Numéro            | Voiture                       | Écurie                   | Temps             | Écart             | Points            |
| Toutes catégories | Toutes catégories | Toutes catégories    | Toutes catégories | Toutes catégories             | Toutes catégories        | Toutes catégories | Toutes catégories | Toutes catégories |
| ----------------- | ----------------- | -------------------- | ----------------- | ----------------------------- | ------------------------ | ----------------- | ----------------- | ----------------- |
| 01                | Sébastien Loeb    | Daniel Elena         | 01                | Citroën DS3 WRC               | Citroën Total WRT        | 4 h 32 min 39 s 9 |                   | 25+3              |
| 02                | Dani Sordo        | Carlos Del Barrio    | 37                | Mini John Cooper Works WRC    | Mini World Rallye Team   | 4 h 35 min 25 s 4 | 2 min 45 s 5      | 18                |
| 03                | Petter Solberg    | Chris Patterson      | 04                | Ford Fiesta RS WRC            | Ford World Rally Team    | 4 h 35 min 54 s 1 | 3 min 14 s 2      | 15                |
| 04                | Mikko Hirvonen    | Jarmo Lehtinen       | 02                | Citroën DS3 WRC               | Citroën Total WRT        | 4 h 36 min 46 s 7 | 4 min 06 s 8      | 12+2              |
| 05                | Evgeny Novikov    | Denis Giraudet       | 06                | Ford Fiesta RS WRC            | M-Sport Ford WRT         | 4 h 38 min 43 s 3 | 6 min 03 s 4      | 10+1              |
| 06                | François Delecour | Dominique Savignoni  | 05                | Ford Fiesta RS WRC            | M-Sport Ford WRT         | 4 h 40 min 27 s 8 | 7 min 47 s 9      | 8                 |
| 07                | Pierre Campana    | Sabrina De Castelli  | 52                | Mini John Cooper Works WRC    | Mini World Rallye Team   | 4 h 41 min 11 s 3 | 8 min 31 s 4      | 6                 |
| 08                | Ott Tänak         | Kuldar Sikk          | 05                | Ford Fiesta RS WRC            | M-Sport Ford WRT         | 4 h 43 min 14 s 5 | 10 min 34 s 6     | 4                 |
| 09                | Martin Prokop     | Zdeněk Hrůza         | 21                | Ford Fiesta RS WRC            | Czech Ford National Team | 4 h 48 min 50 s 6 | 16 min 10 s 7     | 2                 |
| 10                | Armindo Araújo    | Miguel Ramalho       | 12                | Mini John Cooper Works WRC    | Armindo Araújo WRT       | 4 h 48 min 56 s 5 | 16 min 16 s 6     | 1                 |
| S-WRC             |                   |                      |                   |                               |                          |                   |                   |                   |
| 1. (12.)          | Kévin Abbring     | Lara Vanneste        | 17                | Škoda Fabia S2000             | Volkswagen Motorsport    | 4 h 51 min 36 s 2 | 18 min 56 s 3     | 0                 |
| P-WRC             |                   |                      |                   |                               |                          |                   |                   |                   |
| 1. (18.)          | Olivier Burri     | Jean-Jacques Ferrero | 24                | Mitsubishi Lancer Evolution X | Olivier Burri            | 5 h 08 min 10 s 4 | 35 min 30 s 5     | 25                |

### Spéciales chronométrées[2]
| Étape            | Spéciale | Heure   | Nom                                                | Distance | Vainqueur          | Temps         | Leader             |
| ---------------- | -------- | ------- | -------------------------------------------------- | -------- | ------------------ | ------------- | ------------------ |
| 1re (18 janvier) | ES1      | 09 h 03 | Le Moulinon – Antraigues 1                         | 36,87 km | Sébastien Loeb     | 24 min 04 s 0 | Sébastien Loeb     |
| 1re (18 janvier) | ES2      | 10 h 21 | Burzet – St Martial 1                              | 30,48 km | Jari-Matti Latvala | 21 min 28 s 2 | Jari-Matti Latvala |
| 1re (18 janvier) | ES3      | 14 h 21 | Le Moulinon – Antraigues 2                         | 36,87 km | Sébastien Loeb     | 23 min 47 s 0 | Jari-Matti Latvala |
| 1re (18 janvier) | ES4      | 16 h 20 | Burzet – St Martial 2                              | 30,48 km | Sébastien Loeb     | 20 min 18 s 2 | Sébastien Loeb     |
| 2e (19 janvier)  | ES5      | 09 h 33 | Labatie D'Andaure – Lalouvesc 1                    | 19,00 km | Sébastien Loeb     | 11 min 22 s 5 | Sébastien Loeb     |
| 2e (19 janvier)  | ES6      | 10 h 14 | St. Bonnet – St. Julien Molhesabate – St. Bonnet 1 | 25,22 km | Sébastien Loeb     | 12 min 37 s 7 | Sébastien Loeb     |
| 2e (19 janvier)  | ES7      | 11 h 37 | Lamastre – Gilhoc – Alboussière 1                  | 21,66 km | Sébastien Loeb     | 13 min 41 s 8 | Sébastien Loeb     |
| 2e (19 janvier)  | ES8      | 14 h 50 | Labatie d'Andaure - Lalouvesc 2                    | 19,00 km | Dani Sordo         | 11 min 14 s 9 | Sébastien Loeb     |
| 2e (19 janvier)  | ES9      | 15 h 31 | St. Bonnet – St. Julien Molhesabate – St. Bonnet 2 | 25,22 km | Sébastien Loeb     | 12 min 29 s 6 | Sébastien Loeb     |
| 2e (19 janvier)  | ES10     | 16 h 54 | Lamastre – Gilhoc – Alboussière 2                  | 21,66 km | Sébastien Loeb     | 14 min 00 s 1 | Sébastien Loeb     |
| 3e (20 janvier)  | ES11     | 10 h 02 | St Jean en Royans - Font d'Urle                    | 23,28 km | Petter Solberg     | 12 min 08 s 6 | Sébastien Loeb     |
| 3e (20 janvier)  | ES12     | 10 h 43 | Cimetière de Vassieux - Col de Gaudissart          | 24,13 km | Mikko Hirvonen     | 15 min 47 s 7 | Sébastien Loeb     |
| 3e (20 janvier)  | ES13     | 15 h 11 | Montauban S/ Ouvèze - Eygalayes                    | 29,89 km | Mikko Hirvonen     | 17 min 08 s 7 | Sébastien Loeb     |
| 4e (21 janvier)  | ES14     | 15 h 11 | Moulinet - La Bollène Vésubie 1                    | 23,41 km | Mikko Hirvonen     | 15 min 38 s 4 | Sébastien Loeb     |
| 4e (21 janvier)  | ES15     | 15 h 54 | Lantosque - Lucéram 1                              | 18,81 km | Petter Solberg     | 12 min 57 s 0 | Sébastien Loeb     |
| 4e (21 janvier)  | ES16     | 19 h 34 | Moulinet - La Bollène Vésubie 2                    | 23,41 km | Petter Solberg     | 15 min 45 s 5 | Sébastien Loeb     |
| 4e (21 janvier)  | ES17     | 20 h 17 | Lantosque - Lucéram 2                              | 18,81 km | Petter Solberg     | 13 min 05 s 8 | Sébastien Loeb     |
| 5e (22 janvier)  | ES18     | 10 h 11 | Ste Agnès - Col de la Madone * (power stage)       | 5,16 km  | Sébastien Loeb     | 3 min 27 s 8  | Sébastien Loeb     |

* : spéciale télévisée attribuant des points aux trois premiers pilotes

## Classements au championnat après l'épreuve

### Classement des pilotes
Selon le système de points en vigueur, les dix premiers pilotes marquent des points, 25 points pour le premier, puis 18, 15, 12, 10, 8, 6, 4, 2 et 1. De plus, les trois premiers de la super-spéciale marquent respectivement 3, 2 et 1 points supplémentaires.
| Rang | Pilote            | Rallyes | Rallyes | Rallyes | Rallyes | Rallyes | Rallyes | Rallyes | Rallyes | Rallyes | Rallyes | Rallyes | Rallyes | Rallyes | Total points |
| Rang | Pilote            | MON     | SUE     | MEX     | POR     | ARG     | GRE     | NZL     | FIN     | GER     | GBR     | FRA     | ITA     | ESP     | Total points |
| ---- | ----------------- | ------- | ------- | ------- | ------- | ------- | ------- | ------- | ------- | ------- | ------- | ------- | ------- | ------- | ------------ |
| 1er  | Sébastien Loeb    | 283     | -       | -       | -       | -       | -       | -       | -       | -       | -       | -       | -       | -       | 28           |
| 2e   | Dani Sordo        | 18      | -       | -       | -       | -       | -       | -       | -       | -       | -       | -       | -       | -       | 18           |
| 3e   | Petter Solberg    | 15      | -       | -       | -       | -       | -       | -       | -       | -       | -       | -       | -       | -       | 15           |
| 4e   | Mikko Hirvonen    | 142     | -       | -       | -       | -       | -       | -       | -       | -       | -       | -       | -       | -       | 14           |
| 5e   | Evgeny Novikov    | 111     | -       | -       | -       | -       | -       | -       | -       | -       | -       | -       | -       | -       | 11           |
| 6e   | François Delecour | 10      | -       | -       | -       | -       | -       | -       | -       | -       | -       | -       | -       | -       | 8            |
| 7e   | Pierre Campana    | 6       | -       | -       | -       | -       | -       | -       | -       | -       | -       | -       | -       | -       | 6            |
| 8e   | Ott Tänak         | 4       | -       | -       | -       | -       | -       | -       | -       | -       | -       | -       | -       | -       | 4            |
| 9e   | Martin Prokop     | 2       | -       | -       | -       | -       | -       | -       | -       | -       | -       | -       | -       | -       | 2            |
| 10e  | Armindo Araújo    | 1       | -       | -       | -       | -       | -       | -       | -       | -       | -       | -       | -       | -       | 1            |

| Couleur | Résultat                                                         |
| ------- | ---------------------------------------------------------------- |
| Or      | Vainqueur                                                        |
| Argent  | 2e place                                                         |
| Bronze  | 3e place                                                         |
| Vert    | Classé, dans les points                                          |
| Bleu    | Classé, hors des points Non classé (Nc.)                         |
| Mauve   | Abandon (Ab.) Retrait (Re.)                                      |
| Noir    | Disqualifié (Dq.)                                                |
| Blanc   | N'a pas pris le départ (Np.) Forfait (Forf.) Épreuve annulée (A) |
| Aucune  | N'a pas participé (-)                                            |

### Classement des constructeurs
| Rang | Équipe             | Rallyes | Rallyes | Rallyes | Rallyes | Rallyes | Rallyes | Rallyes | Rallyes | Rallyes | Rallyes | Rallyes | Rallyes | Rallyes | Total points |
| Rang | Équipe             | MON     | SUE     | MEX     | POR     | ARG     | GRE     | NZL     | FIN     | GER     | GBR     | FRA     | ITA     | ESP     | Total points |
| ---- | ------------------ | ------- | ------- | ------- | ------- | ------- | ------- | ------- | ------- | ------- | ------- | ------- | ------- | ------- | ------------ |
| 1er  | Citroën Total WRT  | 37      | -       | -       | -       | -       | -       | -       | -       | -       | -       | -       | -       | -       | 37           |
| 2e   | Mini WRT           | 24      | -       | -       | -       | -       | -       | -       | -       | -       | -       | -       | -       | -       | 26           |
| 3e   | M-Sport Ford WRT   | 16      | -       | -       | -       | -       | -       | -       | -       | -       | -       | -       | -       | -       | 16           |
| 4e   | Ford WRT           | 15      | -       | -       | -       | -       | -       | -       | -       | -       | -       | -       | -       | -       | 15           |
| 5e   | Armindo Araújo WRT | 4       | -       | -       | -       | -       | -       | -       | -       | -       | -       | -       | -       | -       | 4            |
| 6e   | Palmeirinha Rally  | 2       | -       | -       | -       | -       | -       | -       | -       | -       | -       | -       | -       | -       | 2            |